# Epifanio il Saggio
Epifanio il Saggio (in russo: Епифа́ний Прему́дрый; Rostov, ... – 1420) è stato un monaco cristiano e scrittore russo, discepolo di Sergio di Radonež. È venerato come santo dalla Chiesa ortodossa russa e dalla Chiesa cattolica ucraina.

## Biografia
Fu autore dell'agiografia di Sergio di Radonež, iniziata un anno dopo la morte del santo sulla base delle memorie lasciate da quest'ultimo. Terminò la stesura della Vita ben 26 anni dopo la scomparsa di Sergio, intorno al 1417-1418. Tale opera fu in seguito perfezionata e riscritta da Pacomio il Serbo, nella versione che è oggi più nota. Epifanio scrisse inoltre l'agiografia di Stefano di Perm'.
Nell'intento di idealizzare la vita dei santi, realizzò i suoi lavori facendo largo uso di panegirici e di uno stile successivamente nominato "pletenie sloves", o "ondate di parole", caratterizzato da un ampio utilizzo di neologismi in sostantivi e aggettivi. Serge Zenkovskij vide nelle opere di Epifanio una "nuova pagina della letteratura russa". È opinione di molti che il nuovo stile letterario inaugurato dal santo fosse influenzato dal contemporaneo sviluppo dell'arte pittorica russa nonché dal pensiero di Teofane il Greco.
Durante la sua vita Epifanio compì molti viaggi, visitando i complessi monasteriali di Costantinopoli e del Monte Athos. Morì portando il rango di ieromonaco e di confessore del monastero di Troice-Sergieva Lavra.

## Opere
- Житие преподобного Сергия
- Слово похвально преподобному отцу нашему Сергию
- Житие св. Стефана Пермского
- Сказание Епифания мниха о пути в святой град Иерусалим